# Волоськівська сільська рада
Воло́ськівська сільська́ ра́да — адміністративно-територіальна одиниця та орган місцевого самоврядування в Деражнянському районі Хмельницької області. Адміністративний центр — село Волоське.

## Загальні відомості
Волоськівська сільська рада утворена в квітні 1944 року.
- Територія ради: 29,671 км²
- Населення ради: 739 осіб (станом на 2001 рік)

## Населені пункти
Сільській раді були підпорядковані населені пункти:
- с. Волоське
- с. Гута

## Склад ради
Рада складалася з 15 депутатів та голови.
- Голова ради: Мельник Антоніна Михайлівна
- Секретар ради: Максімова Наталія Миколаївна

### Керівний склад попередніх скликань
| Прізвище, ім'я, по батькові | Основні відомості                                                          | Дата обрання | Дата звільнення |
| --------------------------- | -------------------------------------------------------------------------- | ------------ | --------------- |
| Юр'єва Галина Павлівна      | Сільський голова, 1955 року народження, член Соціалістичної партії України | 26.03.2006   | 31.10.2010      |
| Мельник Антоніна Михайлівна | Сільський голова, 1959 року народження, освіта вища                        | 31.10.2010   |                 |

Примітка: таблиця складена за даними сайту Верховної Ради України

### Депутати
За результатами місцевих виборів 2010 року депутатами ради стали:

#### За суб'єктами висування
| Суб'єкт висування                 | Кількість обраних депутатів | %   |
| --------------------------------- | --------------------------- | --- |
| Партія регіонів                   | 9                           | 60  |
| Партія «Справедливість»           | 3                           | 20  |
| Народна партія                    | 1                           | 6,7 |
| Політична партія «Сильна Україна» | 1                           | 6,7 |
| Самовисування                     | 1                           | 6,7 |

#### За округами
| № округу                          | Прізвище, ім'я, по батькові    | Дата визнання обраним | Освіта             | Партійна приналежність       | Відомості про обраного депутата                                               |
| --------------------------------- | ------------------------------ | --------------------- | ------------------ | ---------------------------- | ----------------------------------------------------------------------------- |
| Народна Партія                    |                                |                       |                    |                              |                                                                               |
| 11                                | Довгань Галина Миколаївна      | 04.11.2010            | середня спеціальна | позапартійна                 | Територіальний центр по обслуговуванню одиноких громадян, соціальний робітник |
| Партія регіонів                   |                                |                       |                    |                              |                                                                               |
| 1                                 | Посесор Любов Михайлівна       | 04.11.2010            | середня спеціальна | член Партії регіонів         | Волоськівська сільська рада, землевпорядник                                   |
| 2                                 | Докалюк Олена Василівна        | 04.11.2010            | середня спеціальна | член Партії регіонів         | Волоськівська загальноосвітня школа І-ІІІ ст., помічник кухаря                |
| 4                                 | Пращерук Наталка Леонідівна    | 04.11.2010            | середня спеціальна | член Партії регіонів         | Деражнянське племінне підприємство, зоотехник                                 |
| 5                                 | Фурман Світлана Анатоліївна    | 04.11.2010            | середня спеціальна | член Партії «Справедливість» | тимчасово не працює                                                           |
| 6                                 | Котлінська Світлана Михайлівна | 04.11.2010            | середня спеціальна | член Партії регіонів         | Волоськівська сільська рада, бухгалтер                                        |
| 8                                 | Зозуля Світлана Григорівна     | 04.11.2010            | середня спеціальна | член Партії регіонів         | ЗАТ Деражнянський молочний завод, заготівельник молока                        |
| 9                                 | Галькович Олег Орестович       | 04.11.2010            | вища               | член Партії регіонів         | приватний підприємець                                                         |
| 14                                | Максімова Наталія Миколаївна   | 04.11.2010            | середня спеціальна | член Партії регіонів         | Волоськівська сільська рада, секретар                                         |
| 15                                | Лівіцкий Василь Вікентійович   | 04.11.2010            | середня спеціальна | член Партії регіонів         | Хмельницька дистанція колії, монтер колії                                     |
| Партія «Справедливість»           |                                |                       |                    |                              |                                                                               |
| 7                                 | Ковальська Оксана Леонтіївна   | 04.11.2010            | середня спеціальна | член Партії «Справедливість» | приватний підприємець                                                         |
| 10                                | Зозуля Тетяна Петрівна         | 04.11.2010            | середня спеціальна | член Партії «Справедливість» | Волоська загальноосвітня школа І-ІІІ ст., вихователь                          |
| 13                                | Клімчук Галина Миколаївна      | 04.11.2010            | середня спеціальна | член Партії «Справедливість» | Волоське відділення зв'язку, листоноша                                        |
| Політична партія «Сильна Україна» |                                |                       |                    |                              |                                                                               |
| 3                                 | Криськова Олена Григорівна     | 04.11.2010            | середня спеціальна | позапартійна                 | тимчасово не працює                                                           |
| Самовисування                     |                                |                       |                    |                              |                                                                               |
| 12                                | Черниш Олександр Анатолійович  | 27.12.2010            | середня            | член Партії регіонів         | школа, електрик                                                               |